# Shibing
Shibing (chinesisch 施秉县, Pinyin Shībǐng Xiàn) ist ein chinesischer Kreis im Südosten der Provinz Guizhou. Er gehört zum Verwaltungsgebiet des Autonomen Bezirks Qiandongnan der Miao und Dong. Shibing hat eine Fläche von 1.536 km² und zählt 132.700 Einwohner (Stand: Ende 2018). Sein Hauptort ist die Großgemeinde Chengguan (城关镇).